# جوليبي
جوليبي هي شركة فلبينية متعددة الجنسيات لمطاعم الوجبات السريعة وهي مملوكة لشركة جوليبي للأغذية ومتواجدة في جميع أنحاء العالم وفي جنوب شرق آسيا والشرق الأوسط وشرق آسيا (هونغ كونغ وماكاو) وأمريكا الشمالية وأوروبا إيطاليا والمملكة المتحدة.